# Amata quadrifascia
Amata quadrifascia là một loài bướm đêm thuộc phân họ Arctiinae, họ Erebidae.